# 田原町駅 (東京都)
田原町駅（たわらまちえき）は、東京都台東区西浅草一丁目にある、東京地下鉄（東京メトロ）銀座線の駅である。駅番号はG 18。
PASMO・Suicaエリアには「田原町」という駅は他に存在しないが、履歴表示・印字では「東京地下鉄」の「地」を会社区別の接頭辞とする「地田原町」と表記される。

## 歴史
- 1927年（昭和2年）12月30日：東京地下鉄道上野 - 浅草間開通と同時に開業。
- 1941年（昭和16年）9月1日：陸上交通事業調整法により東京地下鉄道が路線を帝都高速度交通営団（営団地下鉄）に譲渡。
- 2003年（平成15年）2月：業務委託駅となる。
- 2004年（平成16年）4月1日：営団地下鉄の民営化に伴い、東京地下鉄（東京メトロ）に継承される[1]。
- 2007年（平成19年）3月18日：ICカード「PASMO」の利用が可能となる[2]。
- 2015年（平成27年）6月16日：発車メロディを導入[3]。
- 2017年（平成29年）5月22日：ホームドア1・2番線ともに設置。

### 駅名の由来
駅を設置した当時の所在地は浅草区松清町であったが、最寄りに東京市電（後の都電）の田原町停留場があったため。
1965年（昭和40年）8月1日の住居表示実施により、浅草田原町は雷門一丁目に、当駅所在地の浅草松清町は西浅草一丁目に町名変更され、都電の停留場名も「浅草一丁目」に変更されたが、地下鉄の駅名はそのまま「田原町」となっている。なお、同停留場は1972年（昭和47年）11月に廃止された。

## 駅構造
相対式ホーム2面2線を有する地下駅。ホーム壁と天井の境目に各歌舞伎役者の家紋のレリーフが施されている。1番線の中央に車椅子対応のトイレが設置されている。改札内に地下連絡通路がある。

### のりば
| 番線 | 路線   | 行先     |
| ---- | ------ | -------- |
| 1    | 銀座線 | 渋谷方面 |
| 2    | 銀座線 | 浅草ゆき |

（出典：東京メトロ:構内図）

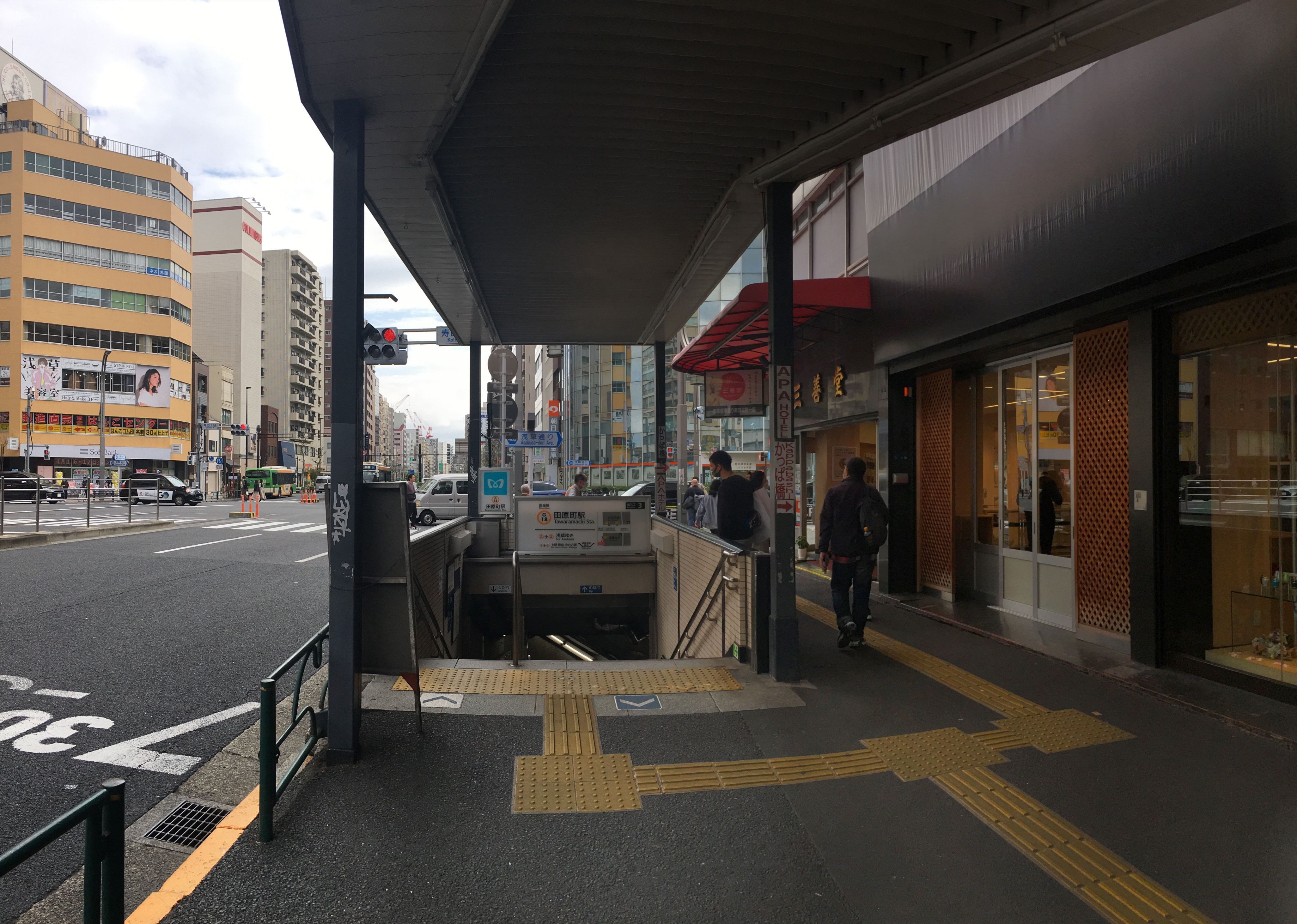
3番出入口（2022年4月）
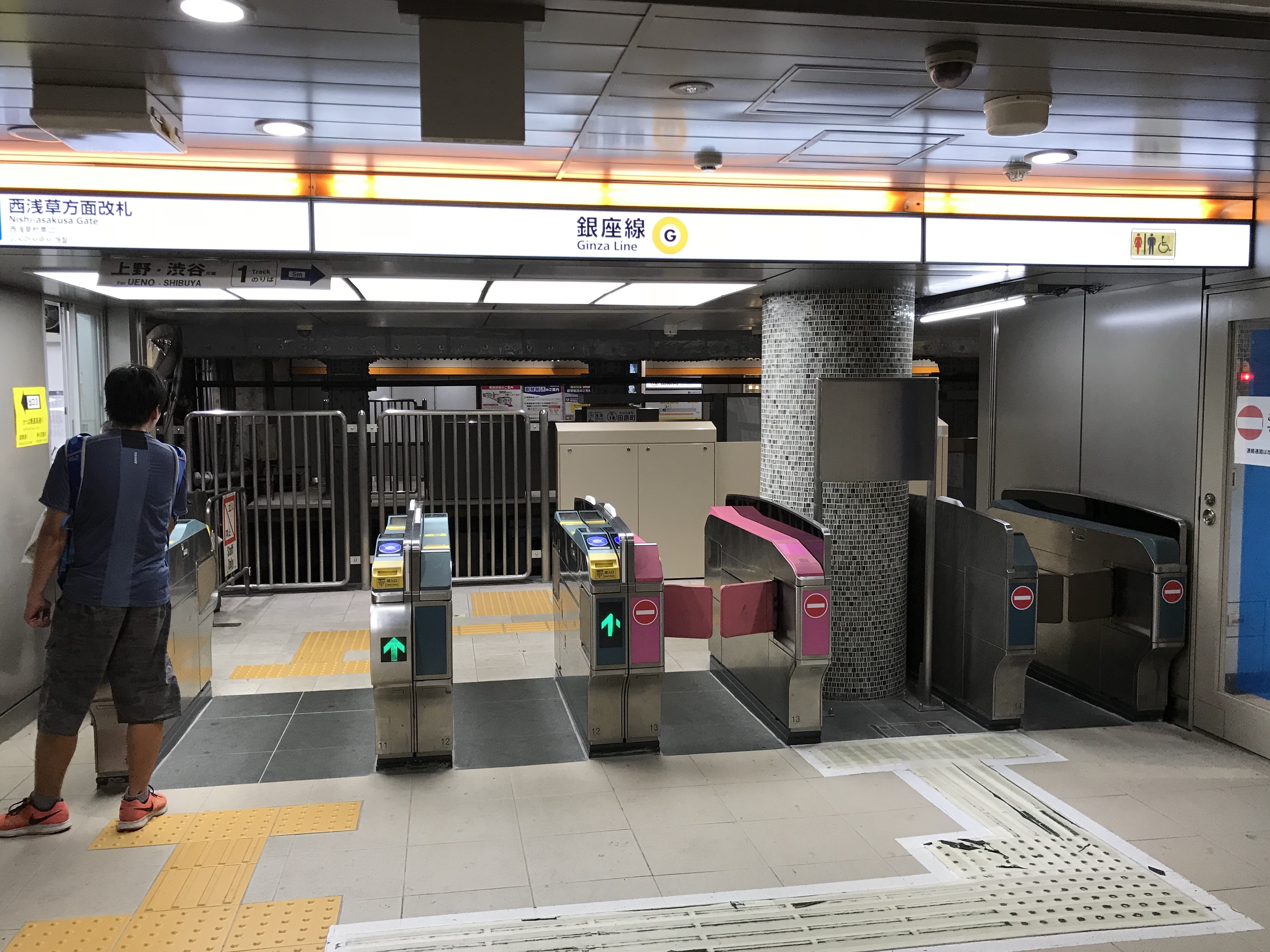
西浅草方面改札口（2018年8月）
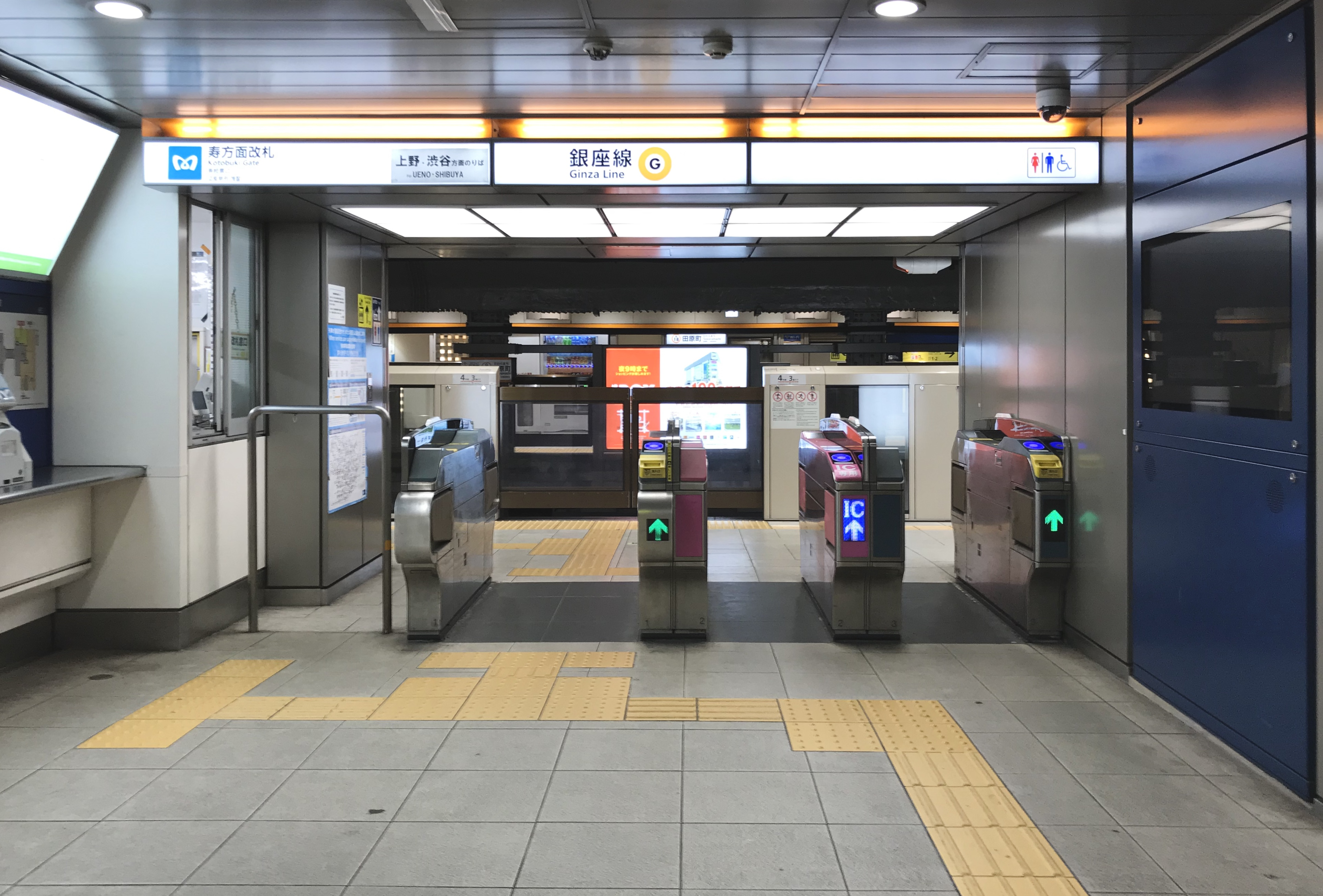
寿方面改札口（2020年1月）
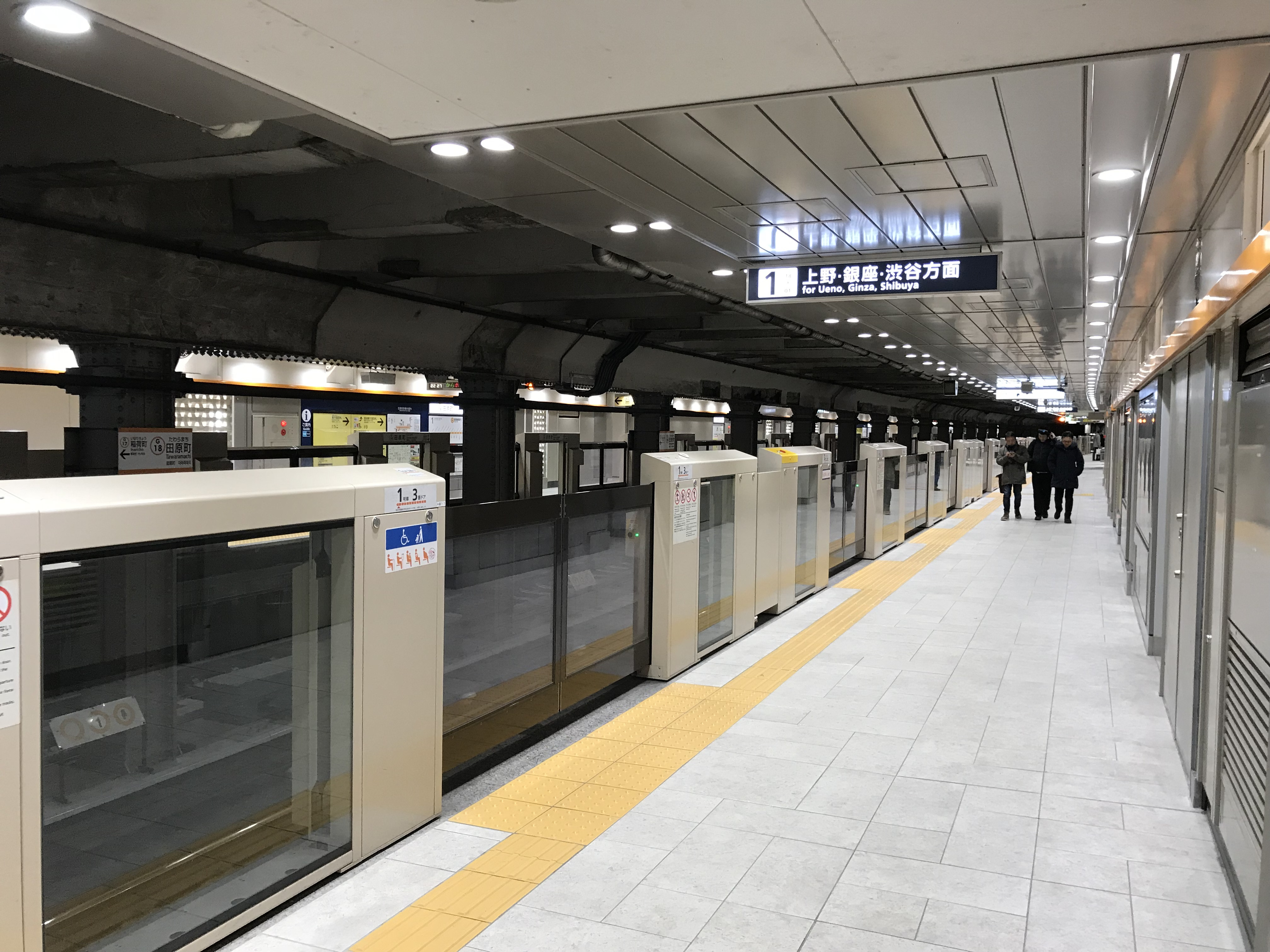
ホーム（2018年1月）

### 発車メロディ
2015年（平成27年）6月16日に、スタマック制作の発車メロディ（発車サイン音）が導入されており、1番線では岡村みどり、2番線では山口優が当駅向けに作曲したオリジナルのものが使用されている。

## 利用状況
2024年度の1日平均乗降人員は36,681人であり、東京メトロ全130駅中101位。
近年の1日平均乗降・乗車人員推移は下表の通りである。
| 年度               | 1日平均 乗降人員 | 1日平均 乗車人員 | 出典     |
| ------------------ | ---------------- | ---------------- | -------- |
| 1990年（平成02年） |                  | 14,121           | [ * 1 ]  |
| 1991年（平成03年） |                  | 14,317           | [ * 2 ]  |
| 1992年（平成04年） |                  | 14,444           | [ * 3 ]  |
| 1993年（平成05年） |                  | 13,956           | [ * 4 ]  |
| 1994年（平成06年） |                  | 13,477           | [ * 5 ]  |
| 1995年（平成07年） |                  | 13,462           | [ * 6 ]  |
| 1996年（平成08年） |                  | 13,559           | [ * 7 ]  |
| 1997年（平成09年） |                  | 13,416           | [ * 8 ]  |
| 1998年（平成10年） |                  | 13,386           | [ * 9 ]  |
| 1999年（平成11年） |                  | 13,123           | [ * 10 ] |
| 2000年（平成12年） |                  | 12,879           | [ * 11 ] |
| 2001年（平成13年） |                  | 12,625           | [ * 12 ] |
| 2002年（平成14年） | 26,135           | 12,605           | [ * 13 ] |
| 2003年（平成15年） | 25,741           | 12,396           | [ * 14 ] |
| 2004年（平成16年） | 26,730           | 12,581           | [ * 15 ] |
| 2005年（平成17年） | 26,795           | 12,696           | [ * 16 ] |
| 2006年（平成18年） | 26,279           | 12,575           | [ * 17 ] |
| 2007年（平成19年） | 26,620           | 12,839           | [ * 18 ] |
| 2008年（平成20年） | 26,522           | 12,805           | [ * 19 ] |
| 2009年（平成21年） | 25,848           | 12,537           | [ * 20 ] |
| 2010年（平成22年） | 26,319           | 12,808           | [ * 21 ] |
| 2011年（平成23年） | 26,216           | 12,800           | [ * 22 ] |
| 2012年（平成24年） | 27,789           | 13,472           | [ * 23 ] |
| 2013年（平成25年） | 28,865           | 14,101           | [ * 24 ] |
| 2014年（平成26年） | 29,170           | 14,247           | [ * 25 ] |
| 2015年（平成27年） | 31,126           | 15,238           | [ * 26 ] |
| 2016年（平成28年） | 32,228           | 15,814           | [ * 27 ] |
| 2017年（平成29年） | 33,317           | 16,400           | [ * 28 ] |
| 2018年（平成30年） | 34,663           | 17,156           | [ * 29 ] |
| 2019年（令和元年） | 34,372           | 17,014           | [ * 30 ] |
| 2020年（令和02年） | 20,281           |                  |          |
| 2021年（令和03年） | 21,963           |                  |          |
| 2022年（令和04年） | 27,273           |                  |          |
| 2023年（令和05年） | 33,290           |                  |          |
| 2024年（令和06年） | 36,681           |                  |          |

## 駅周辺
当駅はいわゆる浅草地区の西部、東京都道462号蔵前三ノ輪線（国際通り）と交わる寿四丁目交差点の西側の東京都道463号上野月島線（浅草通り）地下に位置する。低・中層ビルが密集する中に東本願寺を筆頭とする寺院が多く存在しており、その関係で仏具店なども多い。また、飲食店も多数立地している。当駅の真下を首都圏新都市鉄道つくばエクスプレスが横切るものの駅はない。
- 浄土真宗東本願寺派本山東本願寺
- 浅草郵便局
  - ゆうちょ銀行 浅草店
- 首都圏新都市鉄道つくばエクスプレス 浅草駅 - 北へ約400メートルの位置にあり、銀座線浅草駅より至近である。ただし連絡運輸は実施していない。
- 合羽橋
- 浅草公園六区
  - 浅草ROX
  - 浅草演芸ホール
  - ロック座
- 東京都水道局台東営業所
- 浅草ビューホテル
- ホテルサンルート浅草

## バス路線
最寄りのバス停留所は浅草寿町（あさくさことぶきちょう）、田原町駅、雷門一丁目である。以下の路線が乗り入れ、東京都交通局、京成バス、京成バス東京、日立自動車交通により運行されている。

### 浅草寿町
| のりば | 運行事業者   | 系統・行先 | 備考                             |
| ------ | ------------ | --- | -------------------------------- |
| 1      | 都営バス     | - 上23：平井駅前・東墨田二丁目 - 草39：金町駅前・青戸車庫前 - 草41：足立梅田町 - 草43：足立区役所・千住車庫前 | 「草43」は土休日のみ発車         |
| 2      | 都営バス     | 上46：南千住駅東口・南千住車庫前                                                                              |                                  |
| 3      | 都営バス     | 上23・上46・草39：上野松坂屋前                                                                                | 「草39」は平日日中のみ運行       |
| 4      | 都営バス     | 草43：浅草雷門                                                                                                | 平日のみ発着（土休日は終着のみ） |
| 5      | 都営バス     | 草24：東大島駅前・亀戸駅前                                                                                    |                                  |
| 5      | 京成バス東京 | - 有01：亀有駅 - 新小59：新小岩駅東北広場                                                                     | 土休日のみ運行                   |

### 田原町駅
- 日立自動車交通
  - 南めぐりん：生涯学習センター北・上野駅・浅草橋方面循環
- 京成バス
  - ぐるーりめぐりん：大江戸線蔵前駅・鳥越神社前・新御徒町駅・台東区役所・上野駅入谷口・三ノ輪駅方面循環

### 雷門一丁目
- 都営バス
  - 草43：浅草雷門行（平日のみ運行）
  - 草63：池袋駅東口行・巣鴨駅前行

## 隣の駅
東京地下鉄（東京メトロ）
 銀座線
稲荷町駅 (G 17) - 田原町駅 (G 18) - 浅草駅 (G 19)